# Samoanische Fußballnationalmannschaft
Die samoanische Fußballnationalmannschaft (samoanisch Sāmoa soka au) der Männer ist das Auswahlteam des pazifischen Inselstaates Samoa. Sie ist eine der erfolglosesten Mannschaften der Welt.
Der samoanische Verband ist seit 1984 Mitglied des Regionalverbandes OFC und seit 1986 Mitglied des Weltfußballverbandes FIFA.
Die ersten, von der FIFA nicht anerkannten Spiele, fanden im August 1979 noch als Westsamoa im Rahmen der Südpazifikspiele statt. Als Datum für die beiden ersten offiziellen Spiele nennt die FIFA den 1. Juli 1989.
Bisher ist es der Mannschaft noch nicht gelungen, sich für eine Fußball-Weltmeisterschaft zu qualifizieren. 2011 gelang erstmals die Qualifikation für den OFC Nations Cup. Die Mannschaft schied aber nach drei Niederlagen in der Vorrunde aus.

## Samoa bei der Fußball-Weltmeisterschaft
Erstmals nahm Samoa bei der Qualifikation zur Fußball-Weltmeisterschaft 1998 an einer Vorrunde für ein FIFA-Weltturnier teil. In der polynesischen Gruppe belegte die Auswahl den zweiten Tabellenrang hinter Tonga und vor den Cookinseln. Das entscheidende letzte Gruppenspiel gegen Tonga verlor die Mannschaft 1:2. Dieses Abschneiden bedeutete das Aus beim ersten Auftritt der Samoaner bei einem FIFA-Turnier.
In der ersten Runde der Qualifikation zur Fußball-Weltmeisterschaft 2002 musste Samoa in einer Fünfergruppe gegen Australien, Fidschi, Tonga und Amerikanisch-Samoa antreten. Nachdem bereits das erste Gruppenspiel gegen Tonga mit 0:1 verloren gegangen war, gewann die Mannschaft gegen Amerikanisch-Samoa deutlich mit 8:0. Zwei Tage später unterlag die Mannschaft Fidschi mit 1:6, das letzte Gruppenspiel gegen Australien endete 0:11. Damit belegte Samoa den vierten Tabellenrang, was das vorzeitige Ausscheiden zur Folge hatte.
Bei der Qualifikation zur Fußball-Weltmeisterschaft 2006 musste die samoanische Auswahl in der Gruppe zwei gegen Vanuatu, Fidschi, Papua-Neuguinea und Amerikanisch-Samoa antreten. Nach vier Spielen belegte Samoa den vierten Tabellenrang, welcher ebenfalls das Ausscheiden bedeutete.
In der Gruppe B der Qualifikation zur Fußball-Weltmeisterschaft 2010 in Südafrika verpasste Samoa nur knapp den Einzug in die zweite Runde. Gegen die Teams aus den Salomonen, Vanuatu, Tonga und Amerikanisch-Samoa konnte die samoanische Mannschaft zweimal gewinnen, verlor jedoch auch zwei Spiele und belegte am Ende den dritten Tabellenrang mit sechs Punkten und 9:8 Toren.
In der Qualifikation für die Fußball-Ozeanienmeisterschaft 2012, die als Qualifikation für die Fußball-Weltmeisterschaft 2014 galt, konnte sich Samoa gegen Amerikanisch-Samoa, Tonga und die Cookinseln durchsetzen und sich erstmals für die Endrunde der Ozeanienmeisterschaft qualifizieren. Dort traf Samoa im Juni 2012 in Fidschi auf Vanuatu, Neukaledonien und Tahiti. Die samoanische Mannschaft verlor alle drei Spiele und schied als Gruppenletzter aus.

## Teilnahmen an Fußball-Weltmeisterschaften
- 1930 bis 1962 – nicht teilgenommen (kein eigener Staat)
- 1966 – nicht teilgenommen (noch kein nationaler Verband vorhanden)
- 1970 bis 1986 – nicht teilgenommen (kein FIFA-Mitglied)
- 1990 – nicht teilgenommen
- 1994 – zurückgezogen
- 1998 bis 2018 – nicht qualifiziert
- 2022 – wg. der COVID-19-Pandemie nicht teilgenommen
- 2026 – nicht qualifiziert

## Teilnahmen am OFC Nations Cup
- 1973 – nicht teilgenommen
- 1980 – nicht teilgenommen
- 1996 bis 2008 – nicht qualifiziert
- 2012 – Vorrunde
- 2016 – Vorrunde
- 2020 – wg. COVID-19-Pandemie abgesagt
- 2024 – Vorrunde

## Teilnahmen an den Südpazifik- und Pazifikspielen
Samoa bzw. Westsamoa nahm bisher nur sporadisch teil. Außer 1979 nahm Samoa immer nur als Gastgeber teil.
- 1963 – 1975 – nicht teilgenommen
- 1979 – Trostrunde um den 5. Platz (Ergebnis nicht bekannt)
- 1983 – Viertelfinale als Gastgeber
- 1987 –  2003 – nicht teilgenommen
- 2007 – Vorrunde als Gastgeber
- 2011 – 2015 – nicht teilgenommen
- 2019 – Vorrunde
- 2023 – 7. Platz

## Teilnahmen am Polynesien-Cup
- 1994 – Dritter
- 1998 – Dritter
- 2000 – Dritter

## Trainer
- Vic Fernandez (2001–2002)
- Malo Vaga (2002, 2012–2014)
- David Brand (2002, 2005)
- Rudi Gutendorf (2003)
- Falevi Umutaua (2007)
- Tunoa Lui (2011)
- Phineas Young (2014–2016)
- Scott Easthope (2016–2017)
- Paul Ualesi (2017–2019)
- Matt Calcott (seit 2021)